# 梶川正教
梶川 正教（かじかわ まさのり）は、戦国時代から安土桃山時代にかけての武将。織田信長の家臣。

## 略歴
梶川氏は織田氏の庶流の一族で本姓は平氏であるが、正教の数代前に楠木氏から養子が入っているという。
梶川正継の子として誕生。足利義昭が槙島城にて反旗を翻したときは先陣を務め、感状と名馬をさずけられた。
後に豊臣秀吉に仕えた。

## 関連
- 梶川頼照